# Cape May (New Jersey)
Cape May – miasto w Stanach Zjednoczonych, w stanie New Jersey, siedziba administracyjna hrabstwa Cape May, nad Atlantykiem.